# Edisto Beach
Edisto Beach is een plaats (town) in de Amerikaanse staat South Carolina, en valt bestuurlijk gezien onder Colleton County.

## Demografie
Bij de volkstelling in 2000 werd het aantal inwoners vastgesteld op 641.
In 2006 is het aantal inwoners door het United States Census Bureau geschat op 714, een stijging van 73 (11.4%).

## Geografie
Volgens het United States Census Bureau beslaat de plaats een oppervlakte van
6,1 km², waarvan 5,5 km² land en 0,6 km² water. Edisto Beach ligt op ongeveer 2 m boven zeeniveau.

## Plaatsen in de nabije omgeving
De onderstaande figuur toont nabijgelegen plaatsen in een straal van 32 km rond Edisto Beach.